# Hilkka Riihivuori
Hilkka Maria Riihivuori nata Kuntola (Jurva, 24 dicembre 1952) è un'ex fondista finlandese, vincitrice di varie medaglie olimpiche e iridate. Dal 1978, in seguito al matrimonio, assunse il cognome del coniuge.

## Biografia
Nata a Jurva, comune in seguito accorpato a Kurikka, fu una delle migliori fondiste degli anni settanta, vincendo tra l'altro la 10 km del Trofeo Holmenkollen nel 1974 e nel 1980 e la 5 km nel 1977. In Coppa del Mondo ottenne l'unico risultato di rilievo il 13 aprile 1982 nella 5 km a tecnica libera di Kiruna (4ª).
In carriera ha partecipato a tre edizioni dei Giochi olimpici invernali (Sapporo 1972 (5ª nella 5 km, 8ª nella 10 km, 2ª nella staffetta), Innsbruck 1976 (4ª nella 5 km, 9ª nella 10 km, 2ª nella staffetta) e Lake Placid 1980) (2ª nella 5 km, 2ª nella 10 km, 5ª nella staffetta), e a tre dei Campionati mondiali, vincendo sei medaglie.

## Palmarès

### Olimpiadi
- 4 medaglie:
  - 4 argenti (staffetta[2] a Sapporo 1972; staffetta[2] a Innsbruck 1976; 5 km[2], 10 km[2] a Lake Placid 1980)

### Mondiali
- 6 medaglie[3]:
  - 1 oro (staffetta a Lahti 1978)
  - 3 argenti (5 km a Lahti 1978; 5 km[4], 10 km[4] a Oslo 1982)
  - 2 bronzi (10 km a Lahti 1978; 20 km[4] a Oslo 1982)

### Coppa del Mondo
- Miglior piazzamento in classifica generale: 12ª nel 1982

## Riconoscimenti
Nel 1977 è stata insignita della Medaglia Holmenkollen, uno dei più prestigiosi riconoscimenti dello sci nordico; è stata proclamata "atleta finlandese donna dell'anno" nel 1980, nel 1981 e nel 1982.